# Anthistarcha binocularis
Anthistarcha binocularis is een vlinder uit de familie van de tastermotten (Gelechiidae). De wetenschappelijke naam van de soort is voor het eerst geldig gepubliceerd in 1929 door Edward Meyrick.